# Liste des évêques et archevêques de Sens
Pour un article plus général, voir Archidiocèse de Sens.
Liste des évêques puis archevêques de Sens.
Le titre d'archevêque date de 696 avec Géry.

## Antiquité
- (1er) saint Savinien, premier évêque de Sens[1]
- (2e) saint Potentien fut le compagnon de Savinien de Sens, mais pas son successeur. Ce dernier serait un certain  Potentius [2]
- (3e) Léonce
- (4e) v. 344 : Séverin assista le 12 mai 346 au pseudo-concile de Cologne qui aurait été réuni par Maximin de Trèves pour déposer l'évêque de Cologne Euphratas, accusé d'arianisme[3].
- (5e) Audaldus (Audactus) Audat
- (6e) Héraclien Ier (Héraclius)
- (7e) Lunaire (Lunane)
- (8e) Simplice
- (9e) 356-387 : Saint Ursicin
- (10e) Théodore
- (11e) Siclin
- (12e) Ambroise, inhumé comme ses deux prédécesseurs dans le sus-monastère qui est détruit depuis longtemps.
- (13e) 460-487 : Agrice de Sens

## Haut Moyen Âge
- (14e) 487 - v. 515 : saint saint Héracle ou Héracle Ier ou Eracle. Il fit construire l'abbaye de Saint-Jean-lès-Sens vers 515. Ami de saint Rémi, il assista au baptême de Clovis dans la cathédrale de Reims[4]
- (15e) saint Paul de Sens, frère de saint Héracle, il est honoré comme lui le 9 juillet.
- (16e) v. 533 - 538 ou 541[5] : saint Léon
- (17e) 549-573 : Constitut ; participe au concile de Paris (553) ;
- (18e) 579 - 609 : saint Arthème (Artemius)
- (19e) v. 614 : saint Loup Ier[6]
- (20e) Annobert ou Honobert
- (21e) v. 627 : Richer Ier
- (22e) 632 - 637 : Hildegaire
- (23e) 650 - 654 : Armentaire
- (24e) Arnoul
- (25e) 660 - 668 : saint Emmon ou Emmo
- (26e) v.675 ? : saint Gombert ou Gondelbert (dates incertaines[n 1])
- (27e) 680 - 690 : Lambert[7]
- (28e) v. 690 - 696[7] : saint Wulfran de Fontenelle († v. 720), évangélisateur de la Frise
- (29e) v. 696 : Géry (ou Géric, Guerry, Guerri, Géry, Juéry ou Goéric, dit de Tonnerre). Premier à avoir pris le titre d'archevêque[6],[n 2].
- (30e) v. 711 : saint Ebbon de Sens
parent du précédent[10],[11],[12].
- (31e) avant 743 - 755 : Honobert ou Ardobert (Artbertus)[13],[n 3].
- (32e) Honulphe[16] ou Merulphe[n 4].
- (33e) 762 - ? : Loup II[16]
- (34e) v. 769 : Willichaire[17]
- (35e) Godescalc[17]
- (36e) Pierre Ier[17]
- (37e) Willebaud[17]
- (38e) v. 797 : Bérard (Berardus, Beraldus, Berradus, Berneradus, Bernaredus)[18]
- (39e) Raimbert (Ragimbertus, Rainbertus, Ragnibertus)[18]
- (40e) 797 - v. 817 : Magnus[18]
- (41e) v. 822 - 828 : Jérémie[19]
- (42e) 828 ? - 836 ou 840 : saint Aldric de Sens ou Audri, archevêque, mort en 836 ou 840[n 5]
- (43e) 837 - 865 : Ganelon ou Wenilon
- (44e) 865 ou 866 - 871 : Égile[20]
- (45e) 871 - 883 : Anségise
- (46e) 884 - 887[6] : Evrard
- (47e) 887 - 923 : Gauthier Ier[21]
- (48e) 923 - 927 : Gauthier II[22]
- (49e) 927 - 932 : Audald ou Autald[22]
- (50e) 932 - 938  Guillaume Ier[22]
- (51e) 938 - 954 : Gerlair[23]
- (52e) 954 - 958 : Hildeman[23]
- (53e) 958 - 967 : Archambaud de Troyes (dit le « prélat criminel »)[23]
- (54e) 967 - 977 : Saint Anastase
- (55e) 978 - 999 : Sevin, ou Seguin

## Moyen Âge central
- (56e) 999 - 1032 : Léotheric ou Liéry[24],[n 6]
- (57e) 1032 - 1049 : Gilduin de Joigny
- (58e) 1049 - 1062 : Mainard, précédemment évêque de Troyes.
- (59e) 1062 - 1096 : Richer II
- (60e) 1097 - 1122 : Daimbert, qui sacre le roi de France Louis VI le Gros à Orléans.
- (61e) 1122 - 1142 : Henri Ier Sanglier
- (62e) 1142 -  v. 1168 : Hugues de Toucy
- (63e) 1169 - 1176 : Guillaume aux Blanches Mains, devient ensuite archevêque de Reims. Cardinal dit de Champagne.
- (64e) 1176 - 1193 : Guy Ier de Noyers
- (65e) 1194 - 1199 : Michel de Corbeil
- (66e) 1199 - 1221 : Pierre de Corbeil
- (67e) 1221 - 1241 : Gauthier III Le Cornu
- (68e) 1241 - 1254 : Gilles Le Cornu
- (69e) 1254 - 1258 : Henri II Le Cornu
- (70e) 1258 - 1267 : Guillaume III de Brosse
- (71e) 1267 - 1274 : Pierre III de Charny
- (72e) 1274 : Pierre IV d’Anisy
- (73e) 1275 - 1292 : Gilles II Le Cornu
- (74e) 1292 - 1309 : Étienne I Béquart (Bécard) de Penil
- (75e) 1310 - 1316 : Philippe I Leportier de Marigny
- (76e) 1317 - 1329 : Guillaume IV de Melun
- (77e) 1329 - 1330 : Pierre V Roger (Royer) de Maumont, futur pape Clément VI
- (78e) 1330 - 1338 : Guillaume V de Brosse
- (79e) 1338 - 1345 : Philippe II de Melun
- (80e) 1345 - 1376 : Guillaume VI de Melun

## Bas Moyen Âge
- (81e) 1376 - 1384[25] : Adhémar Robert[26]
- (82e) 1385 : Gonthier de Bagneaux
- (83e) 1386 - 1390 : Guy II de Roye
- (84e) 1390 - 1405 : Guillaume VII de Dormans
- (85e) 1406 - 1415 : Jean I de Montaigu[27] (ne pas confondre avec son frère Jean de Montagu, conseiller des rois Charles V et Charles VI) ; fut évêque de Chartres en 1389, chancelier de France en 1405, archevêque de Sens en 1406, il fut tué lors de la bataille d'Azincourt en 1415.

- (86e) 1418 - 1422 : Henri III de Savoisy
- (87e) 1422 - 1432 : Jean II de Nanton
- (88e) 1432 - 1474 : Louis I de Melun[28]
- (89e) 1474 - 1519 : Étienne-Tristan de Salazar

## Temps modernes
- (90e) 1519-1525 : Étienne II Poncher
- (91e) 1525-1535 : Antoine Duprat, chancelier de France et cardinal
- (92e) 1536-1557 : Louis II de Bourbon-Vendôme, cardinal
- (93e) 1557-1560 : Jean III Bertrand, cardinal
- (94e) 1560-1562 : Louis III de Lorraine, cardinal de Guise
- (95e) 1562-1594 : Nicolas de Pellevé, cardinal, devient en 1588 archevêque de Reims, prend possession le 16 décembre 1562
- (96e) 1594-1606 : Renaud de Beaune
- (97e) 1606-1618 : Jacques Davy, cardinal du Perron
- (98e) 1618-1621 : Jean IV Davy du Perron
- (99e) 1623-1646 : Octave de Saint-Lary de Bellegarde
- (100e) 1646-1674 : Louis Henri de Pardaillan de Gondrin
- (101e) 1674-1685 : Jean V de Montpezat de Carbon
- (102e) 1685-1715 : Hardouin Fortin de La Hoguette
- (103e) 1715-1730 : Denis-François Bouthilier de Chavigny
- (104e) 1730-1753 : Jean-Joseph Languet de Gergy
- (105e) 1753-1788 : Paul d'Albert de Luynes, cardinal de Luynes
- (106e) 1788-1790 : Étienne-Charles de Loménie, cardinal de Brienne. Évêque constitutionnel de l’Yonne (1790-1794).

L’archidiocèse est supprimé à la Révolution française (1790-1817)

## Archevêquesconcordataires
- (107e) 1817 - 1829 : Antoine-Louis-Henri de La Fare, cardinal
- (108e) 1830-1830 : Charles-André-Toussaint-Bruno de Ramond-Lalande, 09 janvier au 10 avril 1830 à Paris
- (109e) 1830 - 1843 : Jean-Joseph-Marie-Victoire de Cosnac
- (110e) 1843 - 1867 : Mellon de Jolly, 19 novembre 1843 - 22 avril 1867, résigné en 1867
- (111e) 1867 - 1891 : Victor-Félix Bernadou, 16 mai 1867 - 15 novembre 1891, cardinal
- (112e) 1892 - 1911 : Pierre-Marie-Etienne-Gustave Ardin, 02 avril 1892- 21 novembre 1911

## XXeetXXIesiècles
- (113e) 1912 - 1931 : Jean-Victor-Émile Chesnelong, 12 janvier 1912 - 29 novembre 1931
- (114e) 1932 - 1935 : Maurice Feltin, 16 août 1932 - 16 décembre 1935, transf.p/Bordeaux (1935)
- (115e) 1936 - 1962 : Frédéric Lamy, 20 août 1936 - 27 octobre 1962, retiré en 1962.
- (116e) 1962 - 1977 : René-Louis Stourm, 27 octobre 1962 - 28 juin 1977, retiré en 1977
- (117e) 1977 - 1990 : Eugène-Marie Ernoult, 28 juin 1977 - 21 décembre 1990, retiré en 1990
- (118e) 1990 - 1995 : Gérard Defois, 21 décembre 1990 - 04 septembre 1995, transf.p/Reims (1995)
- (119e) 1996 - 2004 : Georges Gilson, 02 août 1996 - 31 décembre 2004, retiré en 2004
- (120e) 2004 - 2015 : Yves Patenôtre, 31 décembre 2004 - 05 mars 2015, retiré en 2015
- (121e) 2015 - 2024 : Hervé Giraud, 05 mars 2015 - 13 mars 2024, transf.p/Viviers
- (122e) 2024 - ... : Pascal Wintzer, 06 août 2024 - ...